# Монро (округ, Джорджия)
Монро́ (англ. Monroe County) — округ штата Джорджия, США. Население округа на 2000 год составляло 21 757 человек. Административный центр округа — город Форсайт.

## История
Округ Монро основан в 1821 году.

## География
Округ занимает площадь 1025.6 км2.

## Демография
Согласно Бюро переписи населения США, в округе Монро в 2000 году проживало 21 757 человек. Плотность населения составляла 21.2 человек на квадратный километр.